# 索基列齊 (涅米羅夫區)
48°52′19″N 28°43′17″E / 48.87194°N 28.72139°E
索基萊齊（烏克蘭語：Сокіле́ць），是烏克蘭西南部的村莊，隸屬文尼察州的文尼察區。該村面積1.7平方公里，海拔高度251米，2001年人口853，人口密度每平方公里501.76人。